# Epilepsia focal
Epilepsia parcial, epilepsia focal ou crise jacksoniana é uma doença neurológica caracterizada por convulsões em uma área limitada menor que um hemisfério cerebral. Os sintomas dependem do lobo cerebral afetado e duram geralmente 1 a 2 minutos. Crises parciais podem agravar para crises generalizadas, que afetam todo o cérebro.

## Tipos
As crises parciais podem ser divididas em:
- Simples: Não causam perda de consciência nem de memória. Podem alterar emoções, os sentidos e causar movimentos automatizados e involuntários;
- Complexas: Afetam a consciência, alerta, memória e/ou comportamento. Podem causar um episódio de ausência, sem cair, com movimentos automatizados repetitivos, por exemplo, "olhar para o nada" (ausência), piscando os olhos rápido, abrindo e fechando a boca.

## Causas
As possíveis causas incluem:
- Genética;
- Traumatismo cranioencefálico;
- Acidente vascular cerebral: principal causa em idosos;
- Encefalite ou meningite;
- Tumor cerebral;
- Lesão pré-natal (infecção, má nutrição ou falta de oxigênio)
- Transtorno global do desenvolvimento (como autismo ou neurofibromatose)

## Diagnóstico
Feito com exames de neuroimagem como EEG, RM, TC scan, PET scan e com testes psicológicos.

## Tratamento
O tratamento geralmente começa com um anticonvulsivante, como carbamazepina ou valproato. A maioria das pessoas com epilepsia não tem crises enquanto tomam um anti-epiléptico. Quando um não é suficiente é necessário combinar com outro anticonvulsivante, como lamotrigina ou gabapentina, para diminuir a freqüência e a intensidade das crises. Além de medicamentos, cirurgias podem ser úteis caso o foco seja localizado e restrito a uma área não-vital do cérebro. Outra opções incluem uma dieta cetogênica, rica em óleos vegetais e restrita em carboidratos(açucares), e estimulação do nervo vago, capaz de reduzir em 20 a 40% a frequência das crises. 

## ver também
- Epilepsia
- Convulsão